# Darmstadt
Pour la ville de l’Indiana, voir Darmstadt (Indiana).
Darmstadt est une ville du Land de Hesse en Allemagne. Depuis 1997, elle est appelée par le ministère de Hesse « Wissenschaftstadt Darmstadt », c'est-à-dire « Darmstadt, la Ville de la Science ». Elle est jumelée à quatorze villes européennes, à une ville turque et à une ville américaine.
Au 31 décembre 2021, Darmstadt comptait 159 631 habitants et 430 993 dans sa zone urbaine élargie.
Darmstadt et le siège de sa circonscription administrative sont situés dans le Sud de la région de Hesse. La ville fait partie d'un des neuf centres supérieurs du Land de Hesse et de la région du Rhin. Darmstadt est la quatrième ville du Land de Hesse après Francfort, Wiesbaden et Kassel et la 55e d'Allemagne en 2006.
La ville privilégie aussi l’art et la culture, en valorisant les œuvres du Jugendstil ou Art nouveau de la « Colonie d’artistes » fondée en 1899 par le grand-duc Ernest-Louis à la Mathildenhöhe.
En 1975, le Conseil de l'Europe lui remet le prix de l'Europe.

## Situation
Une bonne infrastructure de transport dessert la ville à une demi-heure de l'aéroport international du Rhin et à quelques minutes des principaux axes de transports ferroviaires et routiers. La ville se trouve au milieu de la mégalopole européenne.
Les grandes villes les plus proches sont Francfort-sur-le-Main (environ 30 km au nord), Mannheim (environ 45 km au sud) et Heidelberg.

## «Ville de la Science»
Son titre de « Ville de la Science » est dû à la présence de l'université technique (TU Darmstadt) fondée en 1877, de deux écoles techniques supérieures, ainsi qu'à des instituts ou organismes liés à la recherche : centre de technologie et d'innovation (TIZ), Chambre des sciences et des congrès appelée Darmstadtium, ESOC, EUMETSAT, le Centre de recherche sur les ions lourds (GSI), Groupe de coordination pour les satellites météorologiques, etc.
Une étude sur le niveau technologique prouve que la région de Starkenburg occupe la troisième place parmi les 97 régions de l'Allemagne, après celles de Munich et de Stuttgart[réf. nécessaire].
Environ 120 entreprises à vocation scientifique ont été fondées à Darmstadt en 1999[réf. nécessaire].

## Histoire
| Appartenances historiques Comté de Katzenelnbogen 1264-1479 Landgraviat de Haute-Hesse 1479-1500 Landgraviat de Hesse 1500-1567 Landgraviat de Hesse-Darmstadt 1567-1806 Grand-duché de Hesse 1806-1871 Empire allemand 1871–1918 République de Weimar 1918-1933 Reich allemand 1933-1945 Allemagne occupée 1945-1949 Allemagne de l'Ouest 1949–1990 Allemagne depuis 1949 |

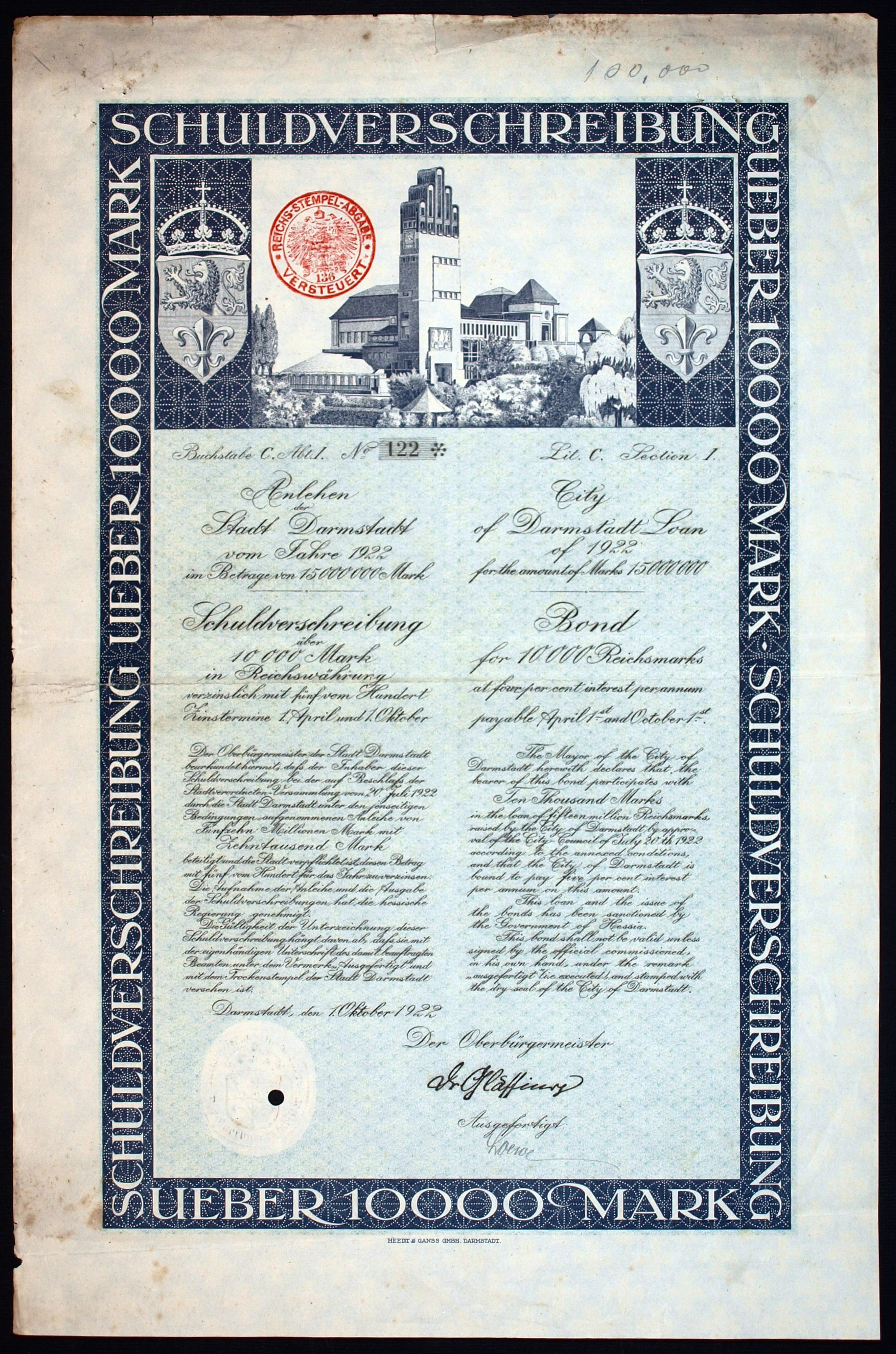
Obligation de la ville de Darmstadt en date du 1er octobre 1922.

Elle devient la capitale des princes de Hesse-Darmstadt à partir de 1567 lors de la création du landgraviat de Hesse-Darmstadt, formé après le décès de Philippe Ier le Magnanime. Une partie des possessions de Philippe Ier le Magnanime furent cédées (Hesse-Cassel, Hesse-Marbourg, Hesse-Rheinfels, Hesse-Darmstadt et Dietz).
Entre 1618 et 1648, Darmstadt subit les conséquences de la guerre de Trente Ans. En 1635, de nombreuses personnes meurent à cause de la peste.
En 1668, Friedrich Jacob Merck racheta la pharmacie Engel et posa les bases de la future Merck KGaA.
En 1767, le landgrave Louis VIII fait éclairer les rues de la ville.
En 1771, la « Grande landgravine » (die Große Landgräfin) née Caroline de Palatinat-Deux-Ponts-Birkenfeld, et Johann Heinrich Merck de la famille Merck réunirent auteurs et compositeurs pour former le Cercle des Romantiques (Kreis der Empfindsamen ) dont Goethe, Herder et Klopstock faisaient partie.
En 1806, après la disparition du Saint-Empire romain germanique, le landgraviat de Hesse-Darmstadt devient grand-duché de Hesse et du Rhin. Le grand-duché bénéficie également de la protection du tsar de Russie, neveu par alliance du premier grand-duc.
Le grand-duc de Hesse reçut une contribution financière importante pour la constitution de Darmstadt le 12 décembre 1820.
En 1835, Georg Büchner, fils d'un médecin de Darmstadt, est contraint de s'exiler à Strasbourg en raison de ses activités révolutionnaires. Il est reconnu en tant qu'auteur après sa mort prématurée. Aujourd'hui, le « prix de langue et de littérature Georg Büchner » est décerné avec la participation de l’Académie de langue et de littérature et du conseil municipal.
En 1836, une école professionnelle est ouverte, devenue aujourd’hui l’école des sciences appliquées. En 1841, la princesse Marie de Hesse-Darmstadt épouse le tsar Alexandre II de Russie. Cette parenté apporte au grand-duché la protection utile de la Russie en 1866 et lui évite d'être annexé par la Prusse comme le furent les États voisins.
Grands-ducs, princes éclairés et amateurs d'art ont fait de Darmstadt une capitale intellectuelle et culturelle ; vers 1900, elle fut l'un des centres de l'Art nouveau. De nombreux instituts, en particulier l'Académie allemande de langue et de poésie et l'Institut d'esthétique industrielle perpétuent aujourd’hui cette tradition.
En 1844, la colonne de Louis Ier de Hesse est construite sur la place Louise (Luisenplatz), avec la statue du grand-duc Louis Ier de Hesse.
En 1886, le tramway avec un moteur à vapeur fut mis en circulation. Il faisait le lien entre le centre-ville de Darmstadt et les villes d'Eberstadt, Arheilgen et Griesheim. Le tramway électrique fut inauguré en 1897.
Entre 1898 et 1908, le grand-duc Ernest-Louis nomma sept artistes pour créer la Colonie d'artistes à la Mathildenhöhe. Sa mère, la grande-duchesse Alice était une fille de la reine Victoria. Ses sœurs Élisabeth de Hesse-Darmstadt et Alix de Hesse-Darmstadt épousèrent à leur tour un membre de la maison Romanov, l'aînée, le grand-duc Serge Alexandrovitch de Russie, la cadette, le neveu de ce dernier, le tsar Nicolas II. Les deux sœurs et leurs familles connaissent des fins cruelles et tragiques. L'Art nouveau (Jugendstil) de la Colonie d’artistes était un élément capital de l’art comme l’a ensuite été le Bauhaus.
En 1918, la défaite de l'Allemagne entraîne la fin de la monarchie. Deux sœurs du grand-duc, la tsarine de Russie et la grande-duchesse Elisabeth, sont assassinées avec leur famille par les bolcheviks. Le fils du dernier grand-duc, ouvertement opposé au nazisme, meurent avec sa femme, sa mère et ses enfants en 1937 dans un accident d'avion.
Darmstadt comptait 72 000 habitants en 1900. Le 11 septembre 1944, la vieille ville a été complètement détruite par un bombardement anglais. Plus de 11 000 personnes sont mortes en une nuit. Darmstadt a dû rendre le titre de capitale de Hesse à Wiesbaden. La ville a été en grande partie rénovée et reconstruite. De nouveaux bâtiments ont été créés à côté des monuments historiques reconstitués.
Le théâtre de Darmstadt a connu un certain succès, dans les années 1960 sous la direction de Rudolf Sellner. L’imprimerie et l’édition ont renforcé l’économie de la ville au cours du XXe siècle.

## Administration
| Période     | Nom | Nom                   | Parti                   |
| ----------- | --- | --------------------- | ----------------------- |
| 1945-1950   |     | Ludwig Metzger        | SPD                     |
| 1951-1971   |     | Ludwig Engel          | SPD                     |
| 1971-1981   |     | Heinz Winfried Sabais | SPD                     |
| 1981-1993   |     | Günther Metzger       | SPD                     |
| 1993-2005   |     | Peter Benz            | SPD                     |
| 2005-2011   |     | Walter Hoffmann       | SPD                     |
| 2011-2023   |     | Jochen Partsch        | Alliance 90 / Les Verts |
| depuis 2023 |     | Hanno Benz            | SPD                     |

## Économie
Environ 100 000 postes de travail sont offerts pour 138 000 habitants.[réf. nécessaire]
Dans la zone occidentale de la ville, on a créé un nouvel espace qui vise à développer le commerce, la technologie et les services. Les sièges sociaux de la filiale Telekom se sont établis dans cette zone géographique.
Deux centres européens d’opérations spatiales sont dans ce secteur : l'Esoc ou ESA et l'Eumetsat.
Les différents bureaux administratifs de la ville sont responsables de la promotion économique (distribution de brochures par exemple) et ils permettent les liens entre les entreprises et les établissements de recherche.

### Industries et entreprises
- Palais des congrès et des sciences Darmstadtium
- Chimie : siège social de
  - Wella
  - Merck KGaA
- Métallurgie
- Électronique et Informatique: sièges de
  - T-Online
  - T-Systems
  - T-Com
  - Software AG
  - Hottinger Baldwin Messtechnik GmbH (HBM)
- Domaine spatial : sièges de
  - l'Esoc (Centre européen d'opérations spatiales de l'ESA),
  - Eumetsat,
- Institut IIS du Fraunhofer-Gesellschaft,
- Centre de recherche sur les ions lourds, GSI ,
- Centre de technologie et d’innovation, TIZ,
- Siège social Deutsche Post.

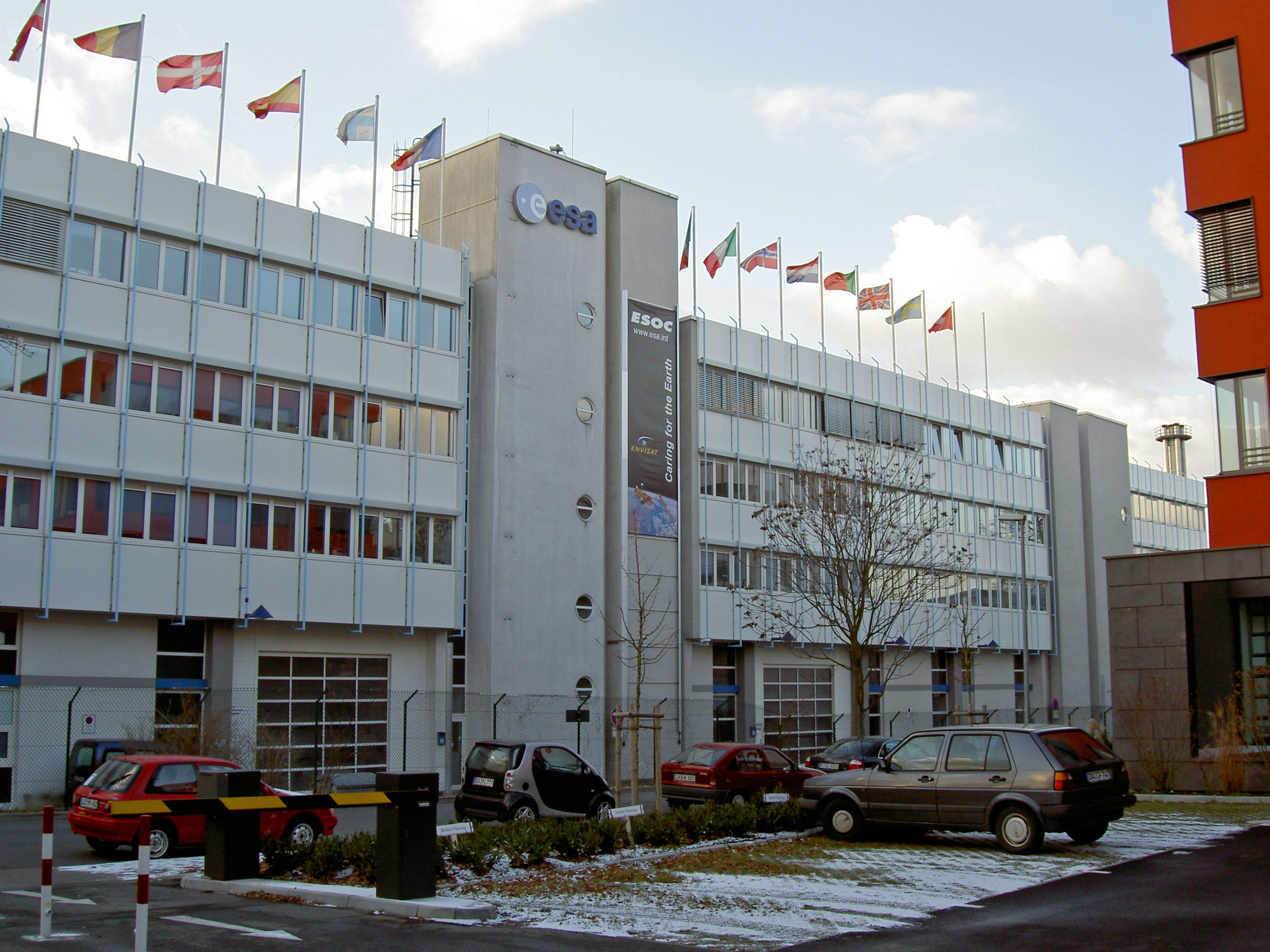
Siège de l'Esoc.
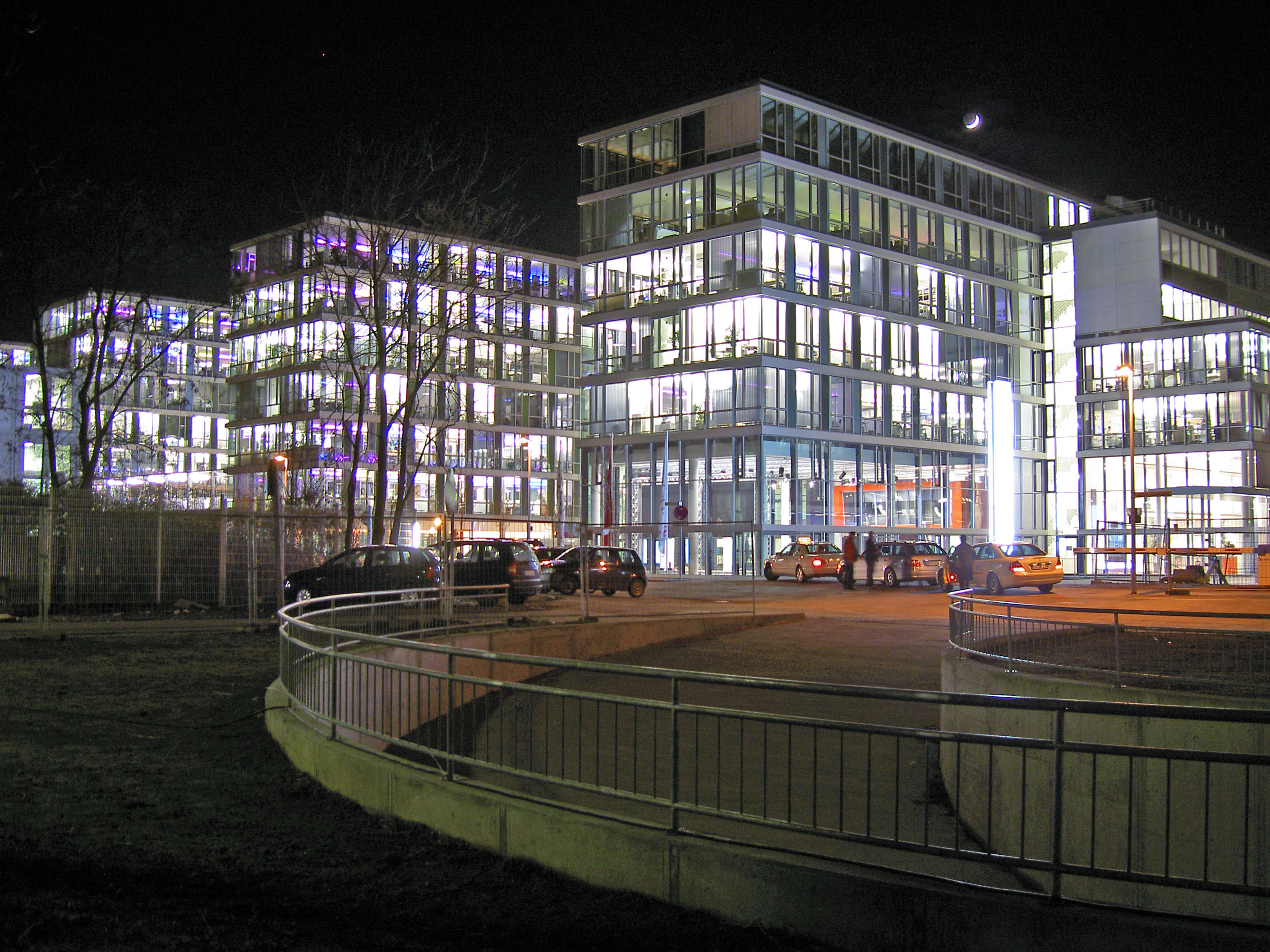
Siège de T-Online.
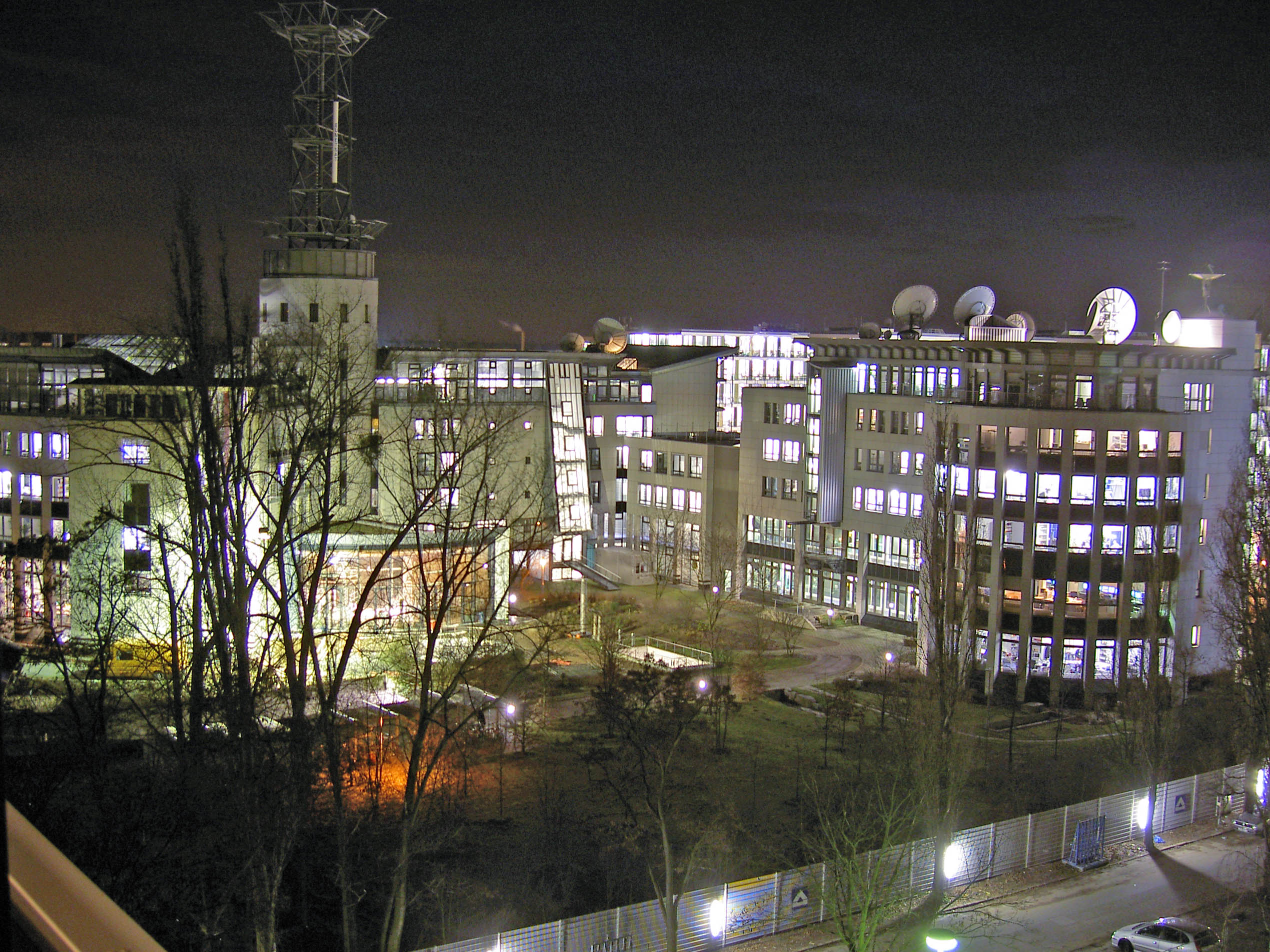
Siège d'Eumetsat.
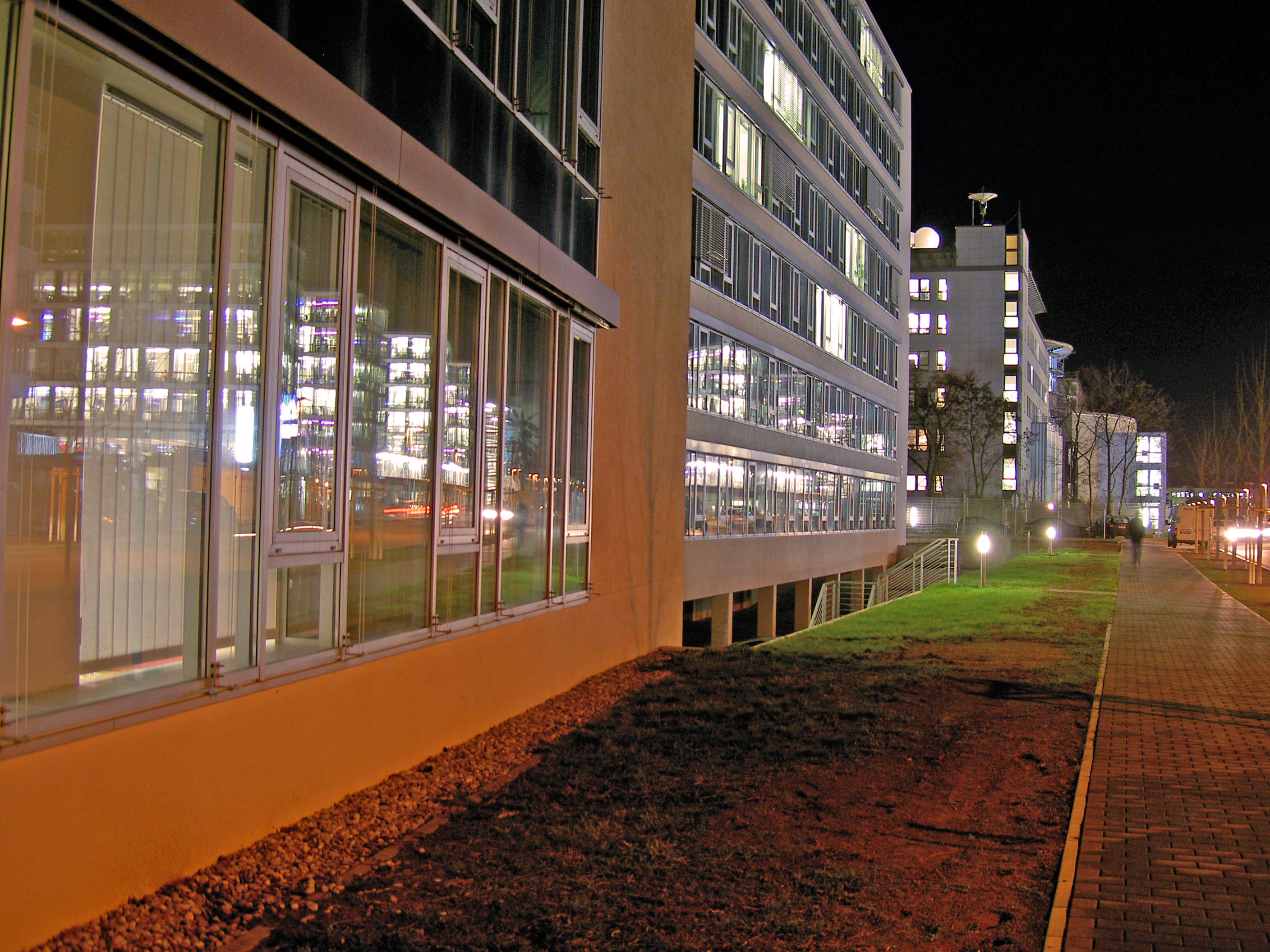
Bureaux de la T-Online-Allee.

## Culture, sports et loisirs
Le Cybernarium aujourd'hui fermé (2004-2008) était un centre d'aventure technologique représentant un monde virtuel. Il était ouvert au public, afin de découvrir différentes conceptions de la science et de la technologie.
De nombreux établissements culturels se sont créés à Darmstadt et l'Académie allemande de langue et de littérature décerne tous les ans le prix Georg-Büchner, avec la participation du conseil municipal de Darmstadt.
Sur le plan musical aussi, Darmstadt, qui organise tous les deux ans la Conférence internationale pour la musique nouvelle. Célèbre manifestations qui regroupa par le passé de prestigieux compositeurs de l'après guerre tel que Karlheinz Stockhausen, Pierre Boulez, Iannis Xenakis..
Ces dernières années, le centre ville de Darmstadt a été réhabilité. Le Carree est un espace constitué de terrasses de café et de nombreux magasins. Le Luisen Center est un centre commercial sur plusieurs étages. Le jardin botanique de Darmstadt se trouve à l'est de la ville.
La ville bénéficie de moyens importants afin de pouvoir mettre en place des événements sportifs chaque année.
Différentes activités culturelles sont aussi pratiquées grâce aux associations étudiantes, notamment les cours de chant avec la chorale de l’université TU Orchester.
Par ailleurs, la ville possède un club de football évoluant en 1. Bundesliga  : le SV Darmstadt 98.

## Religion
Les paroisses catholiques de la ville font partie du doyenné de Darmstadt dans le diocèse de Mayence.

### Églises
- L'église évangélique
- La chapelle russe de Darmstadt, construite par Léon Nikolaïevitch Benois
- L'église Saint-Louis

### Communauté juive
Histoire de la communauté juive et de sa synagogue libérale avant la Seconde Guerre mondiale

## Tourisme
- La maison de l'Histoire de Darmstadt.
- La « Colonie d'artistes » sur la Mathildenhöhe, centre allemand de l'Art nouveau.
- Le château ducal du XVIe siècle et son musée.
- La résidence Waldspirale (spirale forestière) de Friedensreich Hundertwasser.
- Le palais du prince Georges, construit en 1710, était l'ancienne résidence d'été des landgraves. Il abrite aujourd’hui la remarquable collection de porcelaines des grands-ducs, dont presque toutes les pièces sont des cadeaux des familles royales et impériales d'Europe, formant ainsi la plus grande collection de porcelaine provenant de la manufacture grand-ducale de Kelsterbach et des manufactures allemandes et russes.
- Le Musée régional de la Hesse, Hessisches Landesmuseum.
- Le musée de la Chasse au Jagdschloß Kranichstein.
- L'hôtel de ville construit du XVIe au XVIIIe siècle.
- La colonne de Louis Ier de Hesse.
- L'Institut d'esthétique industrielle avec la collection design de la marque Braun.
- Le château Frankenstein (à Mühltal).
- Le théâtre de Darmstadt, Staatstheater Darmstadt.

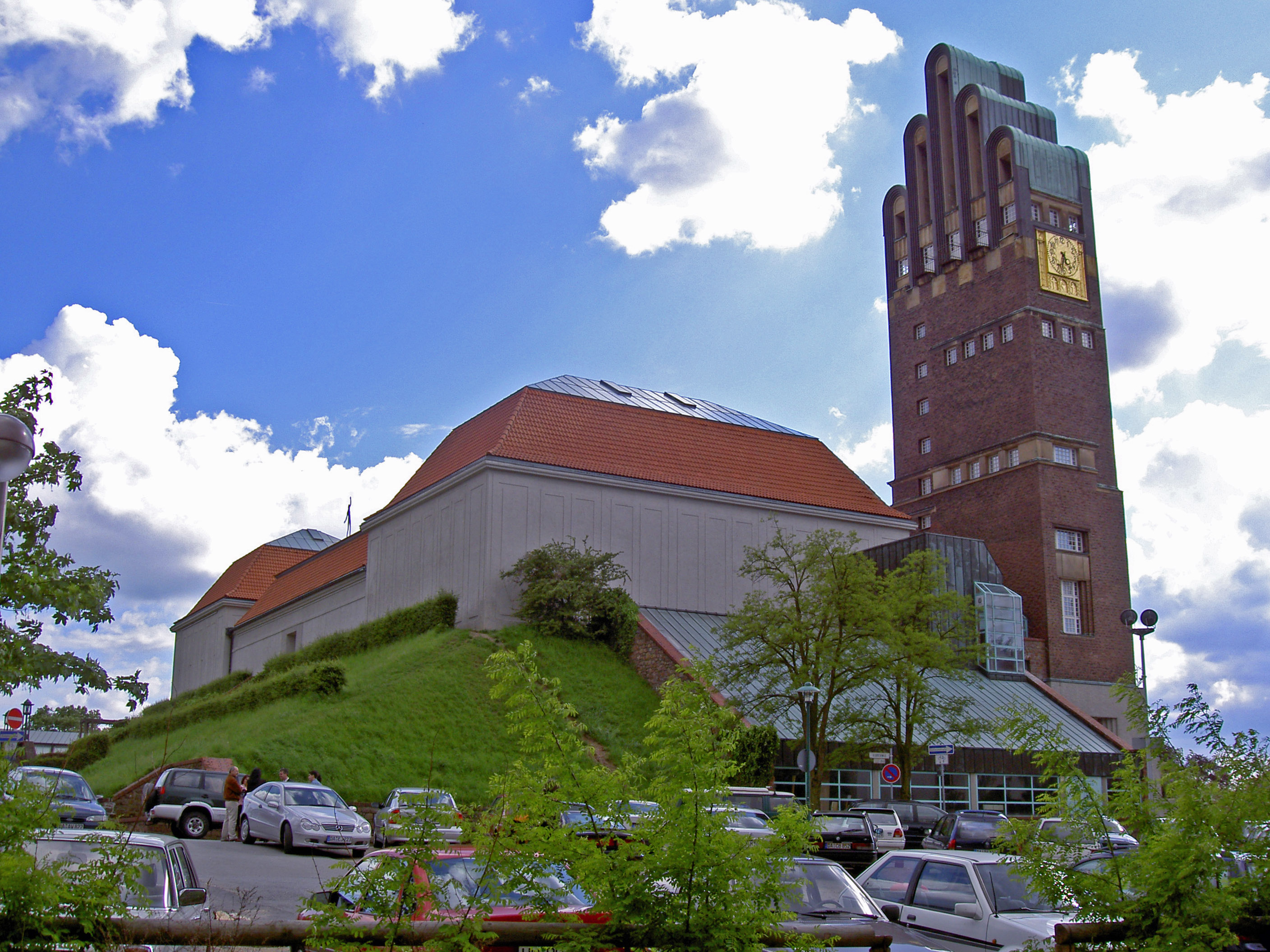
La Mathildenhöhe et la tour du Mariage.
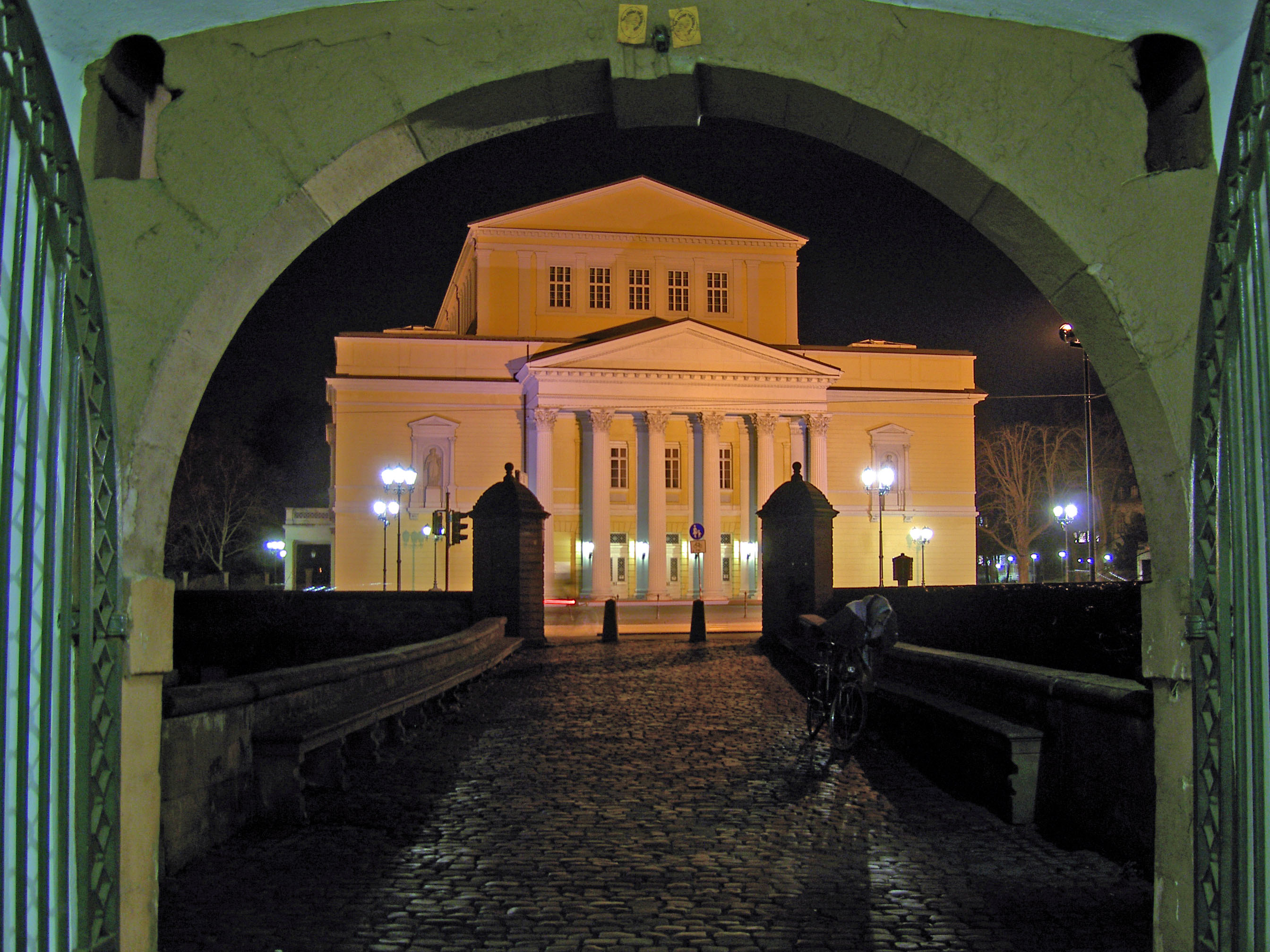
Cour du château et ancien théâtre illuminé.
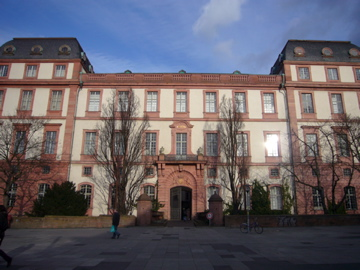
Le château de Darmstadt, façade ouest.
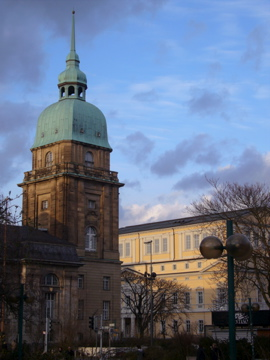
Musée et ancien théâtre.

## Éducation
- Technische Universität Darmstadt : université des technologies, créée en 1877, 25 100 étudiants (S1 2013/2014) ;
- Université de sciences appliquées de Darmstadt, University of Applied Sciences, 11 000 étudiants (2005) ;
- Evangelische Fachhochschule Darmstadt.

## Personnages célèbres
- Hanno Balitsch (né en 1981), footballeur.
- Heinrich Philipp Bossler (1744-1812), éditeur de musique allemand et éditeur original de Beethoven, Mozart et Haydn.
- Karlheinz Böhm (1928-2014), acteur de cinéma, de télévision et humaniste.
- Luise Büchner (1821-1877), écrivaine et une des premières militantes féministes allemandes
- Helene Christaller (1872-1953), écrivain.
- Johann Jacob Dillenius, botaniste, né dans la ville en 1684.
- Alexander von Dörnberg (1901-1983), juriste, diplomate et officier de la Schutzstaffel (SS).
- Faustmann (1822-1876), économiste forestier, auteur en 1849 de la formule de Faustmann.
- Ernest-Louis de Hesse (1868-1937), grand-duc de Hesse, politicien, artiste et mécène.
- Friedensreich Hundertwasser (1928-2000), architecte autrichien, artiste peintre.
- Hermann Kalbfuss (1887-1918), historien et dessinateur allemand, y est né.
- Johann Jakob Kaup (1803-1873), naturaliste, y est né et y est mort.
- Friedrich Kekulé von Stradonitz, chimiste, né dans la ville en 1829.
- Alexander Koch (1860-1939), éditeur allemand installé et mort dans cette ville.
- Karl Otto Koch (1897-1945), commandant de camp de concentration et criminel de guerre nazi, né à Darmstadt.
- Justus von Liebig, chimiste, né dans la ville en 1803.
- Maciej Łukaszczyk (1934-2014), pianiste polonais.
- Thomas Lutz (né en 1957), historien et politologue allemand.
- Bruno Maderna, compositeur italien, mort dans la ville en 1973.
- Josef Maria Olbrich (1867-1908), architecte tchèque.
- Carl Ferdinand Pohl (1819-1887), organiste, historien de la musique, archiviste et compositeur classique germano-autrichien, y est né.
- Otto Röhm (1876-1939), cofondateur, copropriétaire et directeur de l’entreprise Röhm et Haas (Plexiglas).
- Hermann von Rosenberg, militaire et naturaliste, né dans la ville en 1817.
- Elisabeth Schumacher (1904-1942), résistante contre le nazisme, née dans la ville
- Shimon Schwab (1908-1995), rabbin assistant de Darmstatdt en 1931.
- Gustav Simon (1824-1876), chirurgien.
- Paul Thesing (1882-1955), peintre allemand, mort dans cette ville.
- Gustav-Adolf von Zangen, général allemand de la Seconde Guerre mondiale né dans la ville en 1892.
- Ludwig Bossler (1838-1913),philologue allemand et botaniste alsacien.
- Birgit Malsack-Winkemann (1964-), juge et députée allemande impliquée dans une tentative d'attentat nationaliste déjouée en décembre 2022

## Jumelages
| Ville | Ville        | Pays | Pays        | Période                   |
| ----- | ------------ | ---- | ----------- | ------------------------- |
|       | Alkmaar      |      | Pays-Bas    | depuis 1958               |
|       | Brescia      |      | Italie      | depuis 1991               |
|       | Bursa        |      | Turquie     | depuis 1971               |
|       | Chesterfield |      | Royaume-Uni | depuis 1959               |
|       | Freiberg     |      | Allemagne   | depuis 1990               |
|       | Graz,        |      | Autriche    | depuis octobre 1968       |
|       | Gyönk        |      | Hongrie     | depuis 1990               |
|       | Liepāja,     |      | Lettonie    | depuis 1993               |
|       | Logroño      |      | Espagne     | depuis 2002               |
|       | Oujhorod     |      | Ukraine     | depuis 1992               |
|       | Płock        |      | Pologne     | depuis 1988               |
|       | Saanen       |      | Suisse      | depuis 1991               |
|       | San Antonio, |      | États-Unis  | depuis le 27 octobre 2017 |
|       | Szeged,      |      | Hongrie     | depuis 1990               |
|       | Trondheim    |      | Norvège     | depuis 1968               |
|       | Troyes,      |      | France      | depuis le 28 juin 1958    |

Darmstadt entretient aussi des liens avec la ville de Nahariya.

## Honneur
L'astéroïde (241418) Darmstadt porte son nom.